# Aorotrema pontogenes
Aorotrema pontogenes is een slakkensoort uit de familie van de Tornidae. De wetenschappelijke naam van de soort is voor het eerst geldig gepubliceerd in 1942 door Schwengel & McGinty.